# Cryptops melanotypus
Cryptops melanotypus är en mångfotingart som beskrevs av Chamberlin 1941. Cryptops melanotypus ingår i släktet Cryptops och familjen Cryptopidae.
Artens utbredningsområde är Filippinerna. Inga underarter finns listade i Catalogue of Life.